# Serie Taylor

Seriile Taylor se apropie din ce în ce mai mult de funcția corectă, cu cât crește gradul. Această imagine arată și aproximările Taylor, cu polinom de grad 1, 3, 5, 7, 9, 11 și 13.

În matematică, o serie Taylor este o reprezentare a unei funcții ca o sumă infinită de termeni calculați din valorile derivatelor acelei funcții într-un punct. Poate fi privită ca limită a polinoamelor Taylor. Seriile Taylor au fost numite astfel după matematicianul englez Brook Taylor. Dacă seria folosește derivatele în zero, atunci ea se numește serie Maclaurin, denumită astfel după matematicianul scoțian Colin Maclaurin.

## Definiție
Seria Taylor a unei funcții reale sau complexe f care este funcție indefinit derivabilă pe o vecinătate a unui număr real sau complex a, este seria de puteri
{\displaystyle f(x)=f(a)+{\frac {f'(a)}{1!}}(x-a)+{\frac {f''(a)}{2!}}(x-a)^{2}+{\frac {f^{(3)}(a)}{3!}}(x-a)^{3}+\cdots }
care poate fi scrisă în formă mai compactă ca
{\displaystyle \sum _{n=0}^{\infty }{\frac {f^{(n)}(a)}{n!}}(x-a)^{n}\,,}
unde n! este factorialul lui n și f (n)(a) este a n-a derivată a lui f în punctul a; derivata zero a lui f este prin definiție f însăși și (x − a)0 și 0! sunt amândouă prin definiție 1.
Adesea f(x) este egală cu seria sa Taylor evaluată în x pentru orice x suficient de apropiat de a. Acesta este motivul principal pentru care sunt importante seriile Taylor.

## Exemple
Seria Maclaurin pentru orice polinom este polinomul însuși.
Seria Maclaurin pentru {\displaystyle (1-x)^{-1}} este seria geometrică
{\displaystyle 1+x+x^{2}+x^{3}+\cdots }
deci seria Taylor pentru {\displaystyle x^{-1}} în {\displaystyle a=1} este
{\displaystyle 1+(1-x)+(1-x)^{2}+(1-x)^{3}+\cdots .}
Integrând seria Maclaurin de mai sus se obține seria Maclaurin pentru {\displaystyle -\log(1-x)}, unde cu log s-a notat logaritmul natural:
{\displaystyle x+{\frac {x^{2}}{2}}+{\frac {x^{3}}{3}}+{\frac {x^{4}}{4}}+\cdots }
și seria Taylor corespunzătoare pentru {\displaystyle \log(x)} în {\displaystyle a=1} este
{\displaystyle (x-1)-{\frac {(x-1)^{2}}{2}}+{\frac {(x-1)^{3}}{3}}-{\frac {(x-1)^{4}}{4}}+\cdots .}
Seria Maclaurin pentru funcția exponențială {\displaystyle e^{x}} în {\displaystyle a=0} este
{\displaystyle 1+{\frac {x^{1}}{1!}}+{\frac {x^{2}}{2!}}+{\frac {x^{3}}{3!}}+{\frac {x^{4}}{4!}}+{\frac {x^{5}}{5!}}+\cdots \qquad =\qquad 1+x+{\frac {x^{2}}{2}}+{\frac {x^{3}}{6}}+{\frac {x^{4}}{24}}+{\frac {x^{5}}{120}}+\cdots \ .}
Dezvoltarea de mai sus este valabilă deoarece derivata lui {\displaystyle e^{x}} este chiar {\displaystyle e^{x}} iar {\displaystyle e^{0}} este 1. Aceasta lasă termenii {\displaystyle (x-0)^{n}} la numărător și n! la numitor la fiecare termen al sumei infinite.
Seria MacLaurin pentru funcția logaritmică ln(x+1) este 
{\displaystyle {\frac {x^{1}}{1}}-{\frac {x^{2}}{2}}+{\frac {x^{3}}{3}}-{\frac {x^{4}}{4}}+\cdots .}